# Quito
Quito, formelt San Francisco de Quito,er hovedstaden i Ecuador. Byen ligger i det nordlige Ecuador i østskråningen af den 4759 m høje aktive vulkan Pichincha. Byen er beliggende i ca. 2.800 meter over havets overflade.
Quito er verdens højest beliggende hovedstad, der huser funktioner for både den udøvende og den lovgivende magt.
Quito er med sine 1.763.275(2022) indbyggere den næststørste by i Ecuador; den største er Guayaquil.
Quitos centrum ligger ca. 25 km syd for ækvator. Quito blev grundlagt af spanieren Diego de Almagro den 15. august 1534.
I 1978 blev Quitos historiske bydel optaget på UNESCOs Verdensarvsliste.